# روبرت ماكلينان، بارون ماكلينان لروجارت
روبرت آدم روس ماكلينان، بارون ماكلينان لروجارت (بالإنجليزية: Robert Maclennan, Baron Maclennan of Rogart)‏ (1936 - 2020)، هو سياسي بريطاني ينتمي للديمقراطيين الليبراليين. توفي يوم 18 يناير 2020.

## روابط خارجية
- روبرت ماكلينان، بارون ماكلينان لروجارت على موقع مونزينجر (الألمانية)